# Shinhidaka
Shinhidaka (新ひだか町?) è una cittadina giapponese della prefettura di Hokkaidō.